# دبابة مارك-1
مارك-1 دبابة بريطانية تعد أول دبابة قتال تستعمل في العالم، دخلت الخدمة في أغسطس 1916 واستعملت لأول مرة في صباح يوم 15 سبتمبر 1916، وكانت الخنادق المقامة على طول الحدود الفرنسية الألمانية خلال الحرب العالمية الأولى قد ولدت الحاجة لمركبة مدرعة تتمكن من كسر جمود الجبهة واختراق هذه الحواجز والدفاعات المقامة عليها والتي زودت بالمدافع الرشاشة، وقد روعي في تصميم دبابة مارك-1 أن تكون طويلة الشكل بحيث تتمكن من عبور الخنادق الألمانية، كما وفر درعها مقاومة فعالة ضد نيران الأسلحة الرشاشة، وأضيف للدبابات مارك-1 جنازير لتمكينها من السير عبر الأراضي الوعرة، وبالرغم من أنها ناجحة من كثير من النواحي، إلا أنها عانت من مشاكل متعددة بسبب طبيعتها البدائية.

## معرض صور

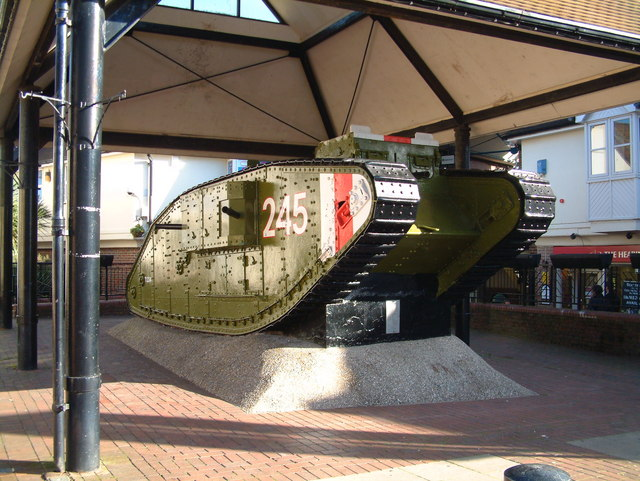
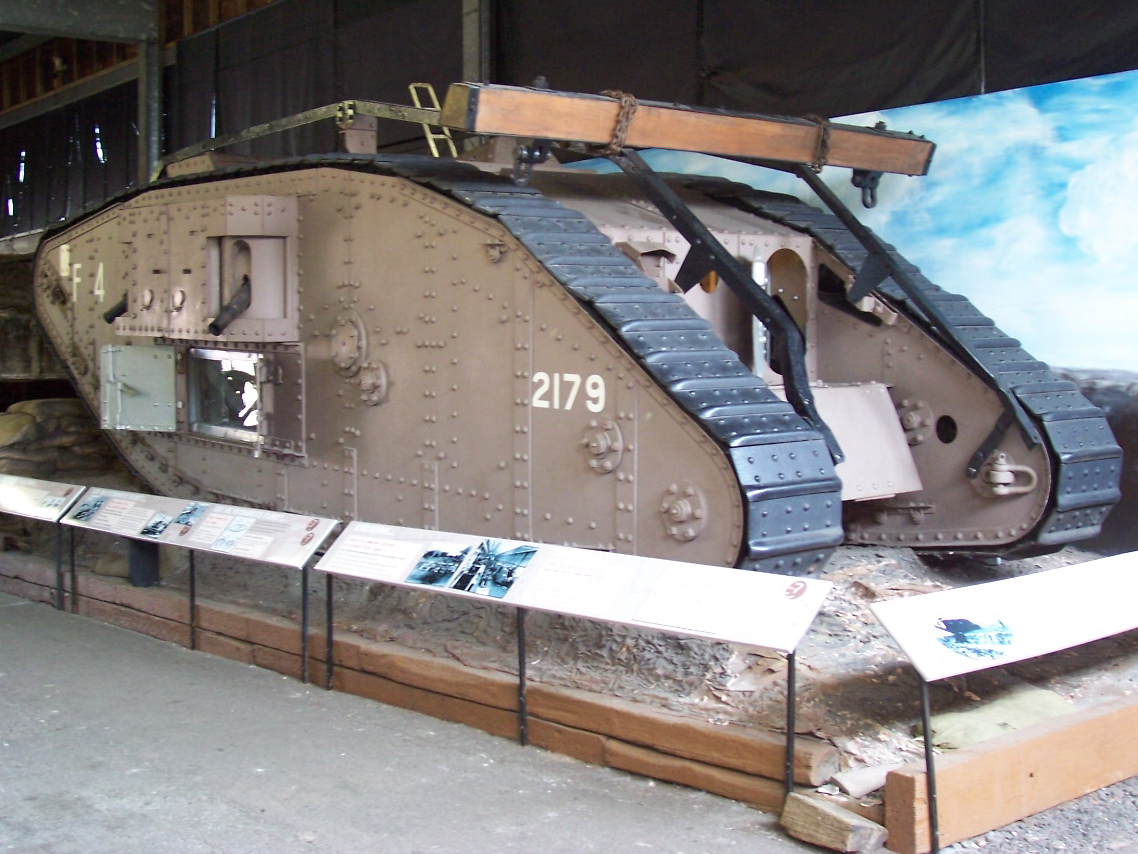
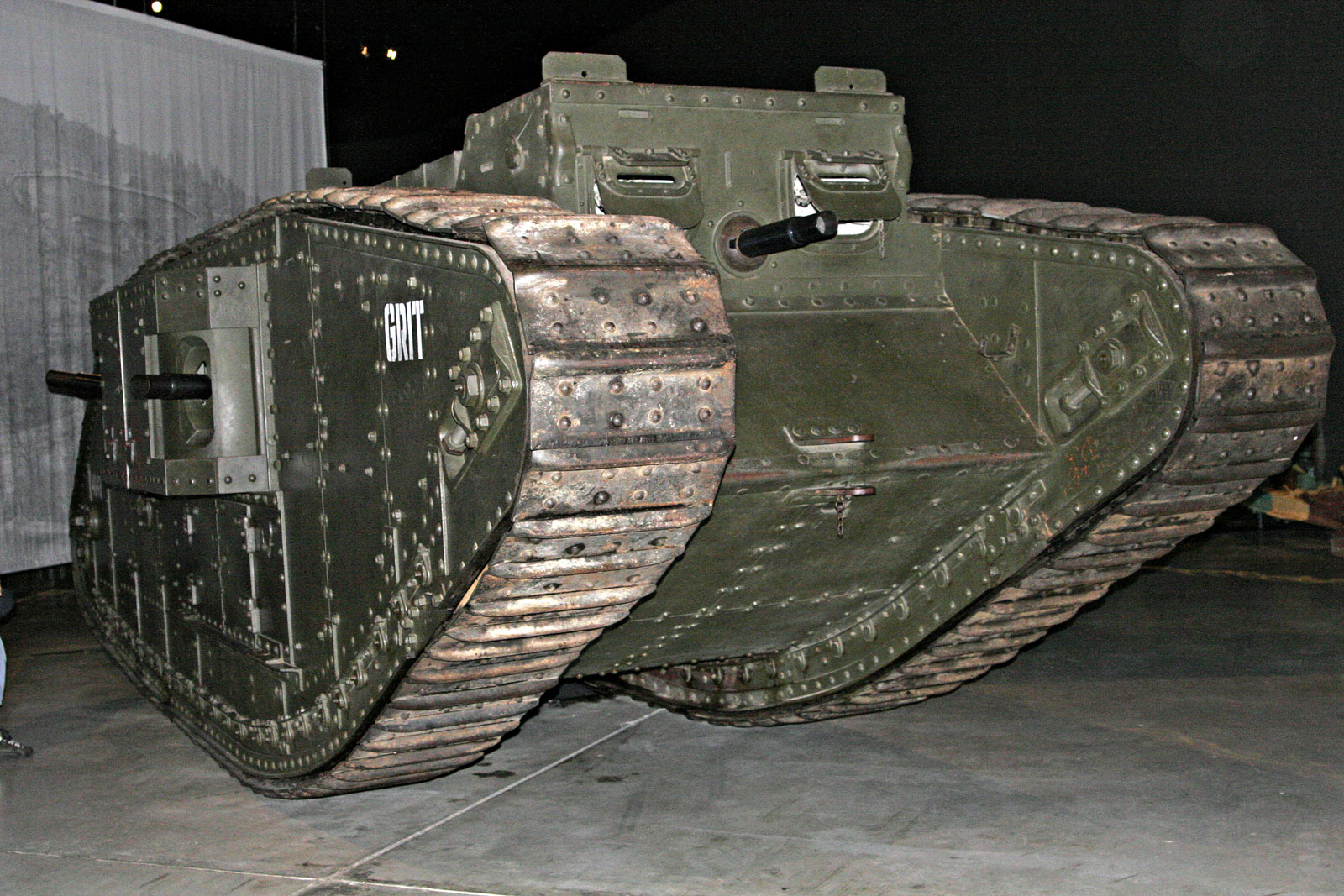
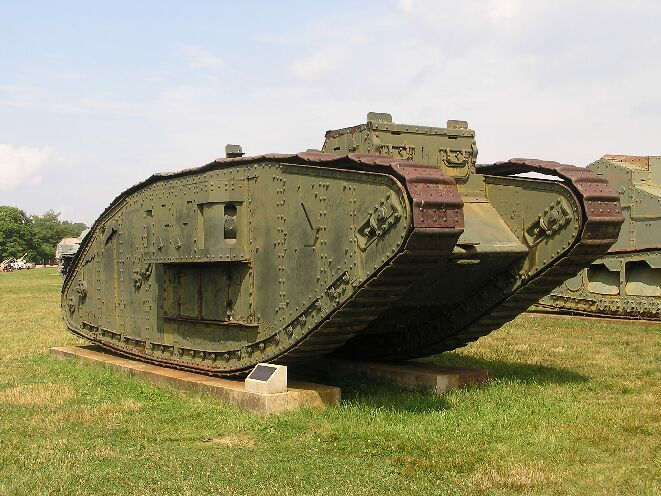
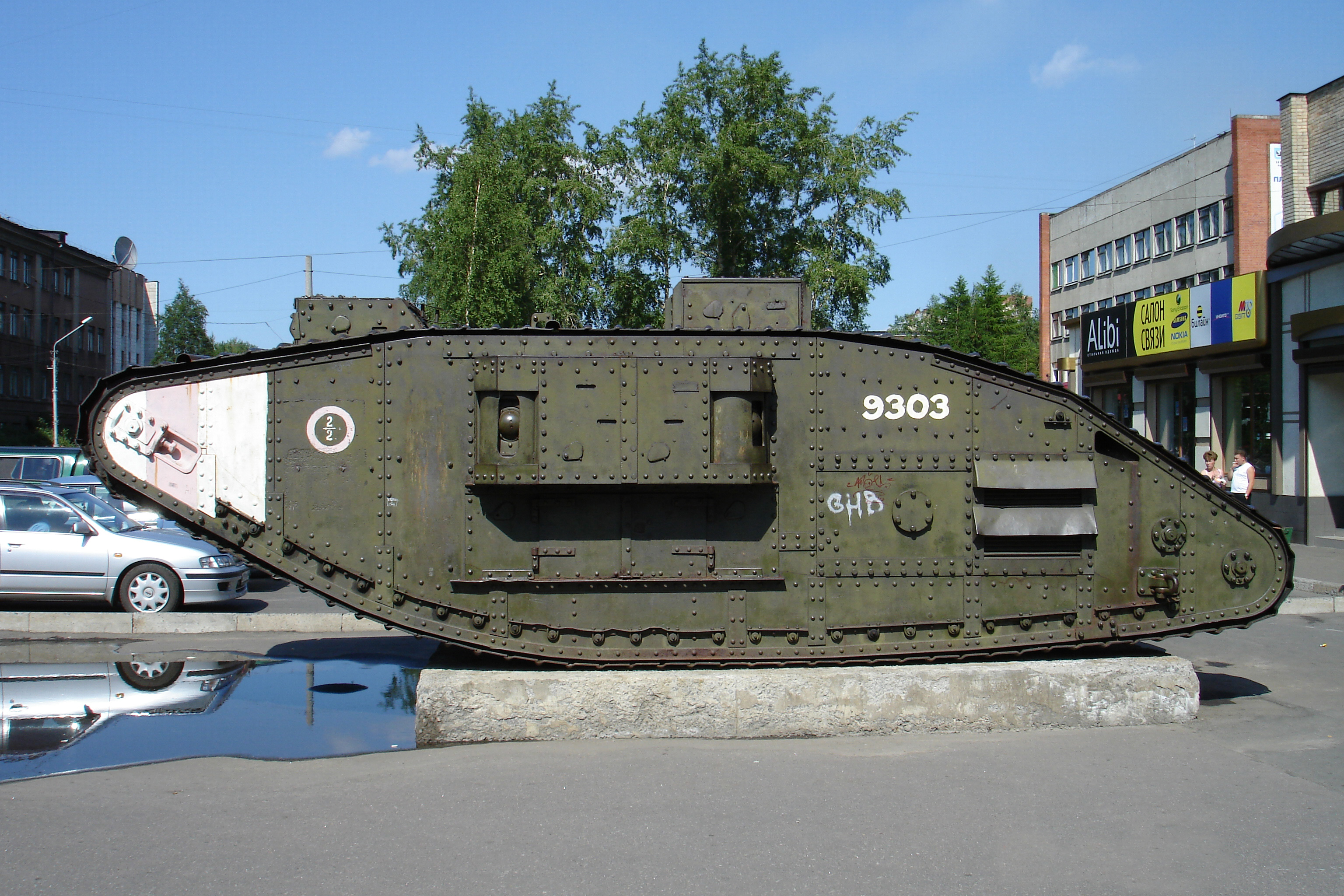